# Voivodia de Chełmno
A voivodia de Chełmno (polonês: Województwo chełmińskie) foi uma unidade de divisão administrativa e governo local no Reino da Polônia desde 1454/1466 até as partições da Polônia 1772/1795. Juntamente com as voivodias da Pomerânia e Malbork formavam a província histórica da Prússia Real. 
Sede do governo da voivodia (wojewoda): 
- Chełmno

Voivodas:
- Melchior Weyher/Melchior Weiher (1626-1643)
- Mikołaj Weyher/Mikołaj Wejher (1643-1647)
- Jan Działyński (1647-1648)

Sede do Conselho regional (sejmik generalny): 
- Grudziądz

Conselhos regionais (sejmik poselski i deputacki)
- Kowalewo
- Radzyń Chełmiński

Divisão administrativa:
- Terra de Chełmno, (ziemia chełmińska),  Chełmno
  - Condado de Chełmno, (powiat chełmiński),  Chełmno
  - Condado de Toruń, (powiat toruński),  Toruń
  - Condado de Grudziądz, (powiat grudziądzki),  Grudziądz
  - Condado de Radzyń, (powiat radzyński),  Radzyń Chełmiński
  - Condado de Kowalewo, (powiat kowalewski), Kowalewo
- Terra de Michałowo, (ziemia michałowska), Michałowo
  - Condado de Brodnica, (powiat brodnicki),  Brodnica
  - Condado de Nowe Miasto, (powiat nowomiejki),  Nowe Miasto Lubawskie